# Giacomo Lercaro
Giacomo Lercaro (Quinto al Mare, 28 de octubre de 1891 - San Lazzaro di Savena, 18 de octubre de 1976) fue un prelado italiano de la Iglesia católica. Fue cardenal y arzobispo de la Archidiócesis de Bolonia del 19 de abril de 1952 al 12 de febrero de 1968.

## Biografía
Giacomo Lercaro nació en Quinto al Mare, cerca de Génova y fue el octavo de nueve hijos. Procedente de una familia de marineros (su padre era un piloto del puerto) aunque dos de sus hermanos, Amedeo y Attilio, también fueron clérigos como él. De 1902 a 1914 Lercaro estudió en el seminario de la Arquidiócesis de Génova. Él recibió el sacerdocio el 25 de julio de 1914 por parte de Don Ildefonso Vincenzo Pisani. Dos meses después Lercaro comenzó a estudiar en el Pontificio Instituto Bíblico, en Roma. Cuando Italia entró en la Primera Guerra Mundial, estuvo hasta 1917 trabajando como capellán militar. Un año después, en 1918, se volvió prefecto del seminario de Génova, donde su hermano Amedeo ya era rector. Él ocupó este cargo hasta 1923. Durante este tiempo (1921-1923), también fue profesor sustituto de teología católica, así como profesor de patología (1923-1927). En 1927 se volvió profesor de religión en una escuela de enseñanza media en Génova. Además participó en movimientos estudantiles en el área durante ese período. Intentó desde entonces combinar la teología católica y la cultura moderna.
Lercaro era del primer grupo antifascista. Respaldó a los italianos que se oponían a la política judía restrictiva de Mussolini y organizaba escondites para judíos y otros perseguidos. Durante la Segunda Guerra Mundial, fue forzado a trabajar bajo el pseudónimo de Padre Lorenzo Gusmini y vivir en un monasterio desolado y así evitar que lo mataran los colaboradores de los nazis.
Su actitud decididamente anticomunista fue considerada como criterio para su nombramiento como arzobispo de Rávena el 31 de enero de 1947 por el papa Pío XII. Su ordenación episcopal la recibió el 19 de marzo de 1947, por el arzobispo de Génova, Giuseppe Siri; Los co-consagrantes fueron Angelo Rossini, arzobispo de Amalfi, y Francesco Canessa, obispo titular de Sarepta. Lercaro fue del 19 de abril de 1952 a 1968, arzobispo de Bolonia. Ambas ciudades eran en ese momento fortalezas de los comunistas, Aunque anticomunista, Lercaro procuró dialogar con los líderes del Partido Comunista en Bolonia. El Papa Pío XII lo elevó el 12 de enero de 1953 a cardenal. Él tenía el título de Cardenal presbítero de la iglesia titular de Santa María en Traspontina. En sus primeros días como cardenal, transformó su arzobispado en un orfanato. Fue considerado en ese momento, de acuerdo al Osservatore Romano, como papable.
Lercaro participó en el cónclave de 1958, donde se eligió al papa Juan XXIII. También estuvo en el cónclave de 1963, cuando el papa Pablo VI fue escogido.
Lercaro fue un participante del Concilio Vaticano II y luego se convirtió en una de las figuras influyentes del Consejo. Juntamente con Grégoire-Pierre Agagianian, Julius Döpfner y Léon-Joseph Suenens, él fue uno de los cuatro moderadores del consejo. Él también fue fundamental en la reforma litúrgica. Se estableció especialmente para esto, "el misterio de Cristo en los pobres y la evangelización de los pobres ... el alma de la obra doctrinal y legislativa de este Consejo" para hacer: "No puede ser un asunto del Consejo, entre otros, pero debe volverse la cuestión central. El asunto de este consejo es la iglesia, especialmente en la medida en que es una iglesia de los pobres". Nuevamente, él recordó la tarea de convertirse en una iglesia de los pobres. Su preocupación era en la década de 1970 en América Latina la Teología de la Liberación fuese agregada. La inscripción en honor de Giacomo Lercaro dice en la última línea: "promotore Dell'ascesa dei Piccoli e dei poveri" ('promotor del auge de los pequeños y de los pobres'). Yves Congar dedicó a Lercaro sus libros "Por un Siervo" e "Iglesia Pobre" (1963).
En 1967, el papa Pablo VI, el obispo conservador de Mantua, Antonio Poma, enviaron una misiva al Arzobispo Coadjutor de Lercaro cum iure successionis (con el derecho de sucesión). Lercaro habló especialmente en su sermón de Año Nuevo en 1968, claramente con respecto a los bombardeos americanos en Vietnam. En febrero de 1968, él renunció al cargo, el que fue declarado por el papa Pablo VI, y confirmado posteriormente (en su 75.º aniversario de vida) presentando dimisión Lercaro incluso fue rechazada por el Papa. Pablo VI lo nombró delegado papal del XXXIX Congreso Eucarístico Internacional, realizado en agosto de 1968 en Bogotá. En la década de 1970, Lercaro fue uno de los primeros cardenales de Europa en asumir los instintos de las comunidades de base latinoamericanas.
Diez días antes de su cumpleaños número 85, Giacomo Lercaro murió de insuficiencia cardíaca. Su cuerpo fue sepultado en la Catedral de Bolonia.

## Honores
- Caballero de la Gran Cruz de la Orden al Mérito de la República Italiana (República Italiana, 7 de mayo de 1963).